# Dark Horse Comics
A Dark Horse Comics, röviden csak Dark Horse az Amerikai Egyesült Államok egyik legnagyobb, független képregénykiadója a Marvel Comics és a DC Comics után. Mike Richardson 1986-ban adta ki a Dark Horse Presents című képregény-antológia első számát. Richardson több képregényboltnak volt a tulajdonosa az oregoni Portlandban. Az üzletek által megtermelt hasznot az új kiadóba fektette. A Dark Horse Comics központja jelenleg Milwaukie-ban található.
A Dark Horse számos minisorozat kiadója mely népszerű filmeken, televíziósorozatokon alapulnak. A feldolgozások között van a Csillagok háborúja, a Buffy, a vámpírok réme, A nyolcadik utas: a Halál és a Who Wants to be a Superhero?. A Dark Horse olyan sorozatokat is publikál melyeknek a szerzői joga az alkotók birtokában van. Ezek közé tartozik a Frank Miller által írt és rajzolt Sin City és 300, Mike Mignola Hellboy sorozata, Stan Sakai Usagi Yojimbo-ja, Otomo Kacuhiro Akirája és Michael Chabon The Escapist című sorozata. 1993 és 1996 között a Dark Horse több szuperhősképregényt is kiadott a Comics Greatest World cégjelzés alatt. Ez a név később Dark Horse Heroes-ra változott. 1996 után ez az irányzat gyakorlatilag megszűnt és ennek következtében a kiadó nem rendelkezik saját, szuperképességekkel rendelkező szereplők által benépesített univerzummal.
A Dark Horse filmrészlege a Dark Horse Entertainment.